# ミッドナイト ボディガード
『ミッドナイト ボディガード』（原題：Night Eyes 2）は、1992年製作のエロティックスリラー映画。監督はロドニー・マクドナルド、出演はアンドリュー・スティーヴンスとシャノン・トゥイードなど。本作は『ナイトアイズ 危険な肉体』（1990年）の続編。

## 概略
ウィル・グリフィス（アンドリュー・スティーヴンス）は、命を狙われている南米の外交官ヘクター・メヘネス（リチャード・チャベス）の邸宅を警備するために雇われる。しかし、いつしか彼の妻マリリン（シャノン・トゥイード）がウィルに惹かれるようになっていく。

## キャスト
- ウィル・グリフィス - アンドリュー・スティーヴンス
- マリリン・メヘネス - シャノン・トゥイード
- Héctor Mejenes - リチャード・チャベス（英語版）
- ジェシー・ヤンガー - ティム・ラス
- ルイス - ジーノ・シルバ（英語版）
- ターナー刑事 - ジョン・オハーリー（英語版）
- 金庫破り - ジュリアン・ストーン（英語版）
- ヴィヴィアン・タルボット - テッサ・テイラー

## 撮影
本作は、1991年4月29日から5月25日までの1ヶ月間で撮影された。撮影はカリフォルニア州ロサンゼルスで行われた。